# Centre Fluminense
La mesorégion du Centre Fluminense, aussi connue comme la Région Serrana, est une des six mésorégions de l'État de Rio de Janeiro. Elle est formée par la réunion de seize municipalités regroupées en quatre microrégions.
C'est la seule mésorégion de l'État qui fait limite avec toutes les autres. Ses principales communes sont Petrópolis, Teresópolis, Nova Friburgo, Três Rios et Paraíba do Sul.

## Microrégions
- Cantagalo-Cordeiro[1]
- Nova Friburgo
- Santa Maria Madalena
- Três Rios

## Mésorégions limitrophes
- Baixadas Littorales
- Métropolitaine de Rio de Janeiro
- Nord-Ouest Fluminense
- Nord Fluminense
- Sud Fluminense